# Pete Wishart
Peter Pete Wishart, född 9 mars 1962 i Dunfermline i Skottland, är en brittisk politiker (Scottish National Party). Han är ledamot av underhuset för Perth and North Perthshire sedan 2001.
Wishart är även en tidigare keyboardspelare i de skotska keltisk rock-banden Runrig och Big Country.